# Kateřina Vaňková
Kateřina Vaňková (* 30. prosince 1989) je česká reprezentantka v tenise. V roce 2013 vybojovala bronzovou medaili ve dvouhře na Letní univerziádě v Kazani.

## Finálové účasti na turnajích okruhu ITF
| $100,000 tournaments |
| $75,000 tournaments  |
| $50,000 tournaments  |
| $25,000 tournaments  |
| $10,000 tournaments  |

### Vítězka
| Stav    | Č.  | Datum          | Turnaj             | Povrch | Soupeřka               | Výsledek      |
| Vítězka | 1.  | 3. června 2006 | Staré Splavy       | antuka | Zuzana Zálabská        | 6-4, 6-4      |
| Vítězka | 2.  | 7. října 2006  | Granada            | tvrdý  | Teresa Ferrerová       | 6-0, 7-6      |
| Vítězka | 3.  | 25. srpna 2007 | Wahlstedt          | antuka | Neda Kozicová          | 6-1, 6-4      |
| Vítězka | 4.  | 8. září 2007   | Kedzierzyn kozle 2 | antuka | Olga Brozda            | 3-6, 6-4, 7-6 |
| Vítězka | 5.  | 11. října 2008 | Espinho            | antuka | Fatima-Zahra El Allami | 6-2, 6-3      |
| Vítězka | 6.  | 4. září 2011   | Trimbach           | antuka | Christina Shakovets    | 6-3, 6-2      |
| Vítězka | 7.  | 12. srpna 2012 | Piešťany           | antuka | Kateřina Kramperová    | 3-6, 6-3, 6-2 |
| Vítězka | 8.  | 18. srpna 2012 | Innsbruck          | antuka | Lena-Marie Hofmannová  | 6-1, 4-6, 6-4 |
| Vítězka | 10. | 1. září 2012   | Caslano            | antuka | Daria Salnikovová      | 6-3, 6-4      |
| Vítězka | 11. | 9. září 2012   | Engis              | antuka | Cindy Burgerová        | 6-2, 6-4      |
| Vítězka | 12. | 6. října 2012  | Antalya 28         | antuka | Yelyzaveta Ianchuková  | 4-6, 6-4, 6-0 |

### Finalistka
| Stav       | Č. | Datum             | Turnaj               | Povrch | Vítězka                   | Výsledek        |
| Finalistka | 1. | 19. srpna 2006    | Kedzierzyn kozle 2   | antuka | Anne Jr. Schaeferová      | 7-6, 7-5        |
| Finalistka | 2. | 7. dubna 2007     | Bath 2               | (hala) | Claire Feuersteinová      | 6-3, 6-3        |
| Finalistka | 3. | 4. října 2008     | Porto                | antuka | Apollonia Melzaniová      | 6-3, 6-1        |
| Finalistka | 4. | 25. července 2009 | Piešťany             | antuka | Darina Seděnková          | 6-4, 6-3        |
| Finalistka | 5. | 30. července 2011 | Bad Waltersdorf      | antuka | Victoria Kanová           | 7-6, 6-1        |
| Finalistka | 6. | 6. srpna 2011     | Vídeň                | antuka | Ilona Kremenová           | 6-1, 6-1        |
| Finalistka | 7. | 13. května 2012   | Bad Saarow           | antuka | Karolina Anna Schmiedlová | 6-1, 6-3        |
| Finalistka | 8. | 24. března 2013   | Gonnesse             | antuka | Anne Jr. Schaeferová      | 6-1, 2-1(skreč) |
| Finalistka | 9. | 18. srpna 2013    | Westende-Middelkerke | antuka | Kateřina Siniaková        | 6-1, 6-3        |

### Čtyřhra 6 (3-3)

#### Vítězka
| Stav    | Č. | Datum              | Turnaj     | Povrch | Spoluhráčka        | Finalistky                         | Výsledek    |
| ------- | -- | ------------------ | ---------- | ------ | ------------------ | ---------------------------------- | ----------- |
| Vítězka | 1. | 28. září 2012      | Antalya 27 | antuka | Anais Laurendonová | Diana Buzeanová Bianca Hincuová    | 7-5, 6-3    |
| Vítězka | 2. | 12. října 2012     | Antalya 29 | antuka | Anais Laurendonová | Alona Fominaová Lina Gjorcheskaová | 6-2, 6-4    |
| Vítězka | 3. | 25. listopadu 2012 | Vendryně   | (hala) | Jesika Malečková   | Martina Kubičíková Tereza Smitková | 7-6(2), 6-2 |

#### Finalistka
| Stav       | Č. | Datum           | Turnaj     | Povrch | Spoluhráčka          | Vítězky                                       | Výsledek          |
| ---------- | -- | --------------- | ---------- | ------ | -------------------- | --------------------------------------------- | ----------------- |
| Finalistka | 1. | 5. října 2012   | Antalya 28 | antuka | Anais Laurendonová   | Yelyzaveta Ianchuková Sviatlana Pirazhenkaová | 7-6(0), 2-6, 10-7 |
| Finalistka | 2. | 22. března 2013 | Gonnesse   | antuka | Anne Jr. Schaeferová | Cindy Burgerová Daniela Seguelová             | 6(6)-7, 6-3, 10-2 |
| Finalistka | 3. | 13. září 2013   | Podgorica  | antuka | Masa Zec-Peskiricová | Vladica Babicová Iva Mekovecová               | 4-6, 7-6(1), 10-5 |